# Terabyte
Terabyte (xuất phát từ tiền tố tera- và thường được viết tắt là TB) là một thuật ngữ đo lường để chỉ dung lượng lưu trữ máy tính. Giá trị của một terabyte dựa trên cơ số thập phân (cơ số 10) và được định nghĩa là một ngàn tỷ (1.000.000.000.000) byte, hay 1000 gigabyte.
Một terabyte đôi khi có nghĩa tương đương với 1099 x 109 byte. Sự khác nhau này xuất phát từ sự mâu thuẫn giữa truyền thống lâu dài sử dụng tiền tố nhị phân và cơ số 2 trong giới tin học, và tiêu chuẩn thập phân (SI) trực quan và phổ biến hơn đã được chấp nhận rộng tại trong ngành công nghiệp. Các tổ chức tiêu chuẩn như IEC, IEEE và ISO đề nghị sử dụng thuật ngữ thay thế là tebibyte (TiB) để biểu thị số đo truyền thống cho 10244 byte, hay 1024 Gibibyte, dẫn đến những định nghĩa sau:
- Theo tiêu chuẩn SI và cách dùng hiện nay, một terabyte chứa 1.000.000.000.000 byte = 10004 hay 1012 byte.
- Theo số học nhị phân và theo truyền thống, một terabyte chứa 1.099.511.627.776 byte = 10244 hay 240 byte. Lượng số này hiện nay được dùng thay thế là tebibyte, để tránh nhầm lẫn.

Dung lượng của thiết bị lưu trữ máy tính được quảng cáo, từ trước đến nay luôn sử dụng giá trị tiêu chuẩn SI.

## Terabyte dùng trong thực tế
- Nhóm Web Capture của Thư viện Quốc hội Hoa Kỳ đã nói rằng "vào tháng 5 năm 2007, Thư viện đã thu thập được hơn 70 terabyte dữ liệu"[1]
- Một giờ Video độ phân giải cực cao (Ultra High Definition Video - UHDV) tốn khoảng 11,5 terabyte dữ liệu.
- Một Đĩa quang học 3 chiều đa năng (Holographic Versatile Disc - HVD) có thể chứa tới 3,9 terabyte.
- Máy tính cá nhân và những thiết bị liên quan như TiVo (một thiết bị dùng để lưu nội dung truyền hình vào ổ cứng gắn trong) có dung lượng lưu trữ 1 terabyte hoặc hơn đã trở nên thực tế nhờ sử dụng ổ cứng sản xuất hàng loạt có dung lượng cao. Vào ngày 5 tháng 1 năm 2007, Hitachi đã công bố ổ đĩa đầu tiên được bán ra cho người dùng có dung lượng, ổ cứng có 5 đĩa 200 GB và công nghệ ghi thẳng góc.
- Rapidshare có không gian lưu trữ trên 4000 terabyte (4 petabyte) dùng để lưu trữ tập tin.[2]
- Ancestry.com xác nhận có 600 terabyte dữ liệu phả hệ bao gồm cả dữ liệu điều tra dân số Hoa Kỳ từ năm 1790 đến 1930.[3]
- IsoHunt, một chương trình Dò BitTorrent xác nhận rằng họ đã dò được trên 291,09 TBs tập tin địa chỉ Torrent.[4]
- Trung khu thần kinh của con người có bộ nhớ là 1,25 terabyte, theo như nghiên cứu của Raymond Kurzweil được viết trong The Singularity Is Near, trang 126. Tuy nhiên, điều này chưa được chấp nhận rộng rãi.
- Một đĩa bọc protein (Protein-Coated Disk - PCD) có thể lưu trữ 50 terabyte dữ liệu.
- Seagate, cũng có ổ đĩa 1TB, có thể là ổ cứng TB đầu tiên được loan báo, nhưng Hitachi mới là hãng đầu tiên bán ra ổ cứng TB.